# اهارا
اهارا (به لاتین: Ehara) یک منطقهٔ مسکونی در ماداگاسکار است که در بننیترا واقع شده‌است. اهارا ۵٬۰۰۰ نفر جمعیت دارد و ۲۰۲ متر بالاتر از سطح دریا واقع شده‌است.